# Gibinski potok
Gíbinski potok (tudi Gibina, na Hrvaškem Jalšovečki potok, Štrigovski potok) je desni pritok Ščavnice tik pred njenim izlivom v Muro. Izvira v gozdu v manjši dolini pri vasi Robadje v Medžimurskih goricah na Hrvaškem in teče v glavnem proti vzhodu skozi naselji Štrigova in Jalšovec (hrv. Jalšovečki potok). Pod vasjo vstopi v ravnino, zavije proti zahodu, prečka državno mejo, teče skozi Gibino in se pod vasjo izliva v Ščavnico. Še ob koncu 19. stoletja je bil desni pritok Mure, sedanji izliv je dobil šele po obsežnih regulacijah Ščavnice v 80. letih dvajsetega stoletja.
V zgornjem in srednjem toku teče potok večinoma po umetno zgrajeni ravni strugi, v spodnjem toku je še ohranjen vijugast tok z bujnim obvodnim rastjem. Večino časa ima razmeroma malo vode, ob močnejših padavinah pa povzroča težave na Gibini, kot se je mdr. zgodilo ob močnih padavinah septembra 2014.